# Señorita Panamá 2017
Señorita Panamá 2017 fue la 51º edición del certamen Señorita Panamá que selecciona al Miss Universo y Miss Mundo. El concurso fue dividido en dos concursos este año Señorita Panamá Mundo y Señorita Panamá . Esta fue la segunda edición del renovado certamen Señorita Panamá, después de que Justine Pasek, Miss Universo 2002, y César Anel Rodríguez se nombrarán los nuevos directores del certamen en Panamá. Dieciocho concursantes representando a las 10 provincias y ciudades de Panamá compitieron por este título de belleza. Al final del evento, Señorita Panamá 2016 Keity Drennan de Panamá Centro coronó a Laura Sofía de Sanctis Natera de  Contadora como la nueva Señorita Panamá 2017 quien representó a Panamá en Miss Universo 2017.

## Desarrollo Señorita Panamá
Señorita Panamá 2017 fue la 51.ª edición del concurso de Señorita Panamá que selecciona a las concursantes para Miss Universo, Miss Mundo, Miss Tierra, Miss International, y por designación, posterior a la Noche de Coronación a las representantes a Reina Hispanoamericana y Miss Continentes Unidos.
Este año se llevó a cabo la 2ª edición del renovado concurso de Señorita Panamá, después de que Justine Pasek y César Anel Rodríguez asumieran la Presidencia del concurso y la representación en Panamá del Miss Universo, Miss Mundo, Miss International y Miss Tierra.
Dieciocho concursantes preliminares fueron seleccionadas de todo Panamá y compitieron por la prestigiosa corona.
Laura de Sanctis Señorita Panamá Universo 2017 compitió en Miss Universo 2017, la 66.ª edición del certamen Miss Universo; se realizó el domingo 26 de noviembre en el The AXIS en el Planet Hollywood Resort & Casino, Las Vegas, Nevada, Estados Unidos.
Julianne Britton Señorita Panamá Mundo 2017 representó a Panamá en el concurso Miss Mundo 2017, la 67.ª edición del certamen Miss Mundo, se realizó el 18 de noviembre de 2017 en el Sanya City Arena de la ciudad de Sanya (China)., también se seleccionó a Darelys Santos como la ganadora del título Señorita Panamá Internacional y Erika Parker como Señorita Panamá Tierra quiénes representaron Panamá en Miss Internacional 2017 y Miss Tierra 2017 respectivamente.

## Señorita Panamá 2017
El Señorita Panamá se celebró en la Centro de Convenciones Atlapa, Ciudad de Panamá, Panamá, el 25 de agosto de 2017. 18 concursantes de todo el país competiran por el prestigioso título de belleza nacional. 

### Resultados
| Resultado final                               | Concursante |
| --------------------------------------------- | --- |
| Señorita Panamá 2017                          | - Contadora - Laura de Sanctis |
| Señorita Panamá Tierra                        | - Colón - Erika Parker |
| Señorita Panamá Internacional / 1ra Finalista | - Panamá Norte - Darelys Santos |
| 2da Finalista                                 | - Flamenco - Ana Cristina del Castillo |
| 3ra Finalista                                 | - Coclé - Carolina del Castillo |
| Top 10 Semi-Finalistas                        | - Chiriquí Occidente - Luz Amanda Suñé Δ - Isla del Rey - Norma Angélica Díaz - Los Santos - Karol Dayana Batista - Panamá Este - Stéphany Guevara - Panamá Oeste - Paulette Sánchez |

Δ Elección del Público 

### Premios Especiales
| Premio                         | Concursante                 | Provincia          |
| ------------------------------ | --------------------------- | ------------------ |
| Señorita Fotogénica            | - Stéphany Guevara          | Panamá Este        |
| Señorita Amistad               | - Norma Angélica Díaz       | Isla del Rey       |
| Concejo de las Misses          | - Norma Angélica Díaz       | Isla del Rey       |
| Mejor Piel                     | - Ana Cristina del Castillo | Flamenco           |
| Mejor Cabello                  | - Ana Cristina del Castillo | Flamenco           |
| Mejor Sonrisa                  | - Ana Cristina del Castillo | Flamenco           |
| Miss Editorial                 | - Luz Amanda Suñé           | Chiriquí Occidente |
| Mejor diseño en traje de noche | - Paulette Sánchez          | Panamá Oeste       |
| Mejor Cuerpo                   | - María Esther Toffolon     | Comarcas           |
| Miss Integral                  | - Laura de Sanctis          | Contadora          |

## Selección de Traje Nacional
Este año la selección se celebró en un casting privado. Como requisito se requiere se plasmara la riqueza del país encarnado en los trajes coloridos y fascinantes hechos por diseñadores que combinara el pasado y el presente de Panamá. El traje ganador representó a Panamá en el Miss Universo 2017 y el segundo lugar en Miss Tierra 2017.
| Resultado final | Concurso                                | Diseñador             | Tema                                       |
| --------------- | --------------------------------------- | --------------------- | ------------------------------------------ |
| Ganador         | Mejor Traje Nacional para Miss Universo | Samuel Alexis Bernal  | "Selección de fútbol de Panamá - Alegoría" |
|                 | Mejor Traje Nacional para Miss Tierra   | - Selección Interna - | "Pollera Congo"                            |

## Entrevista Preliminar
Celebrada el 24 de agosto, las candidatas de Señorita Panamá fueron calificadas en una entrevista personal para los jueces. 

## Jurado Señorita Panamá
- Rossana Uribe : figura estelar y presentadora de la edad de oro de Miss Panamá . (Panamá)
- César Mercado : Representante para América Latina de la Academia de Cine de Nueva York (México)
- Javier Gómez : fotógrafo panameño con sede en Nueva York. (Panamá)
- Sheldry Sáez : Miss Panamá 2011 . (Panamá)
- José Gil : Gestor Cultural Internacional. (Chile)
- George Wittels: Joyero Internacional creador de las coronas de Señorita Panamá. (Austria / Venezuela)
- Rafael Arrocha : publicista. (Panamá)
- María Fernanda Robaina : Periodista. (Panamá)
- Aristides Burgos : Folklorista (Panamá)
- Alena Wohlwend : Cosmeatra. (Suiza)
- José Tejera : Doctor en Medicina y Psiquiatra. (Panamá)

## Señorita Panamá Mundo
El concurso Señorita Panamá Mundo se realizó en el Centro de Convenciones Atlapa, Ciudad de Panamá, Panamá, el 4 de julio de 2017. Alrededor de 20 concursantes de todo Panamá compitieron por el prestigioso título. Este año, por decisión de la Organización de Miss Mundo, la elección de la nueva ganadora se llevó a cabo en una competencia separada de la elección tradicional. Alessandra Bueno Señorita Panamá Mundo 2016 coronó a su sucesora como la nueva Señorita Panamá Mundo.

### Resultados
| Resultado final            | Concursante |
| -------------------------- | --- |
| Señorita Panamá Mundo 2017 | - Taboga - Julianne Brittón |
| 1ª finalista               | - Colón - Erika Parker |
| 2ª finalista               | - Los Santos - Karol Dayana Batista |
| 3ª finalista               | - Flamenco - Ana Cristina del Castillo |
| 4ª finalista               | - Contadora - Laura de Sanctis |
| Top 10 Semi-Finalistas     | - Chiriquí Occidente - Luz Amanda Suñé Δ - Coclé - Carolina Castillo - Panamá Centro - María Alejandra Tejada - Panamá Oeste - Paulette Sánchez - Panamá Norte - Darelys Santos |

Δ Elección del Público

### Premios Especiales
| Premio                   | Concursante                     |
| ------------------------ | ------------------------------- |
| Belleza con un Propósito | - Taboga - Julianne Brittón     |
| Mejor Traje              | - Panamá Norte - Darelys Santos |

## Entrevista preliminar
Celebrado el 2 de julio, las candidatas a Señorita Panamá Mundo fueron calificadas en entrevista personal.

## Jueces
- Lorelay de la Ossa de Vidal - Miss Panamá Mundo 1979
- Melissa Piedrahita - Señorita Panamá Mundo 2003
- Giselle Bissot - Señorita Panamá Mundo 2006
- Gloria Stella Quintana - Señorita Panamá Mundo 1989.
- María Jota Lovera - Empresaria.
- Rogelio Campo - Empresaria y propietaria de Frecuencias Asociadas.
- Massiel Rodríguez - Periodista y presentadora de noticias.
- Javier Zambrano - Ingeniera industrial.
- Maylin Almeida - Directora de Comunicaciones en Panamá de Polytech.

## Candidatas Oficiales
- 20 candidatas confirmadas a competir a la corona del Señorita Panamá 2017[5]

(En la tabla se utiliza su nombre completo, los sobrenombres van entrecomillados y los apellidos utilizados como nombre artístico, entre paréntesis; fuera de ella se utilizan sus nombres «artísticos» o simplificados)
| Provincia          | Candidata                 | Edad | Estatura        | Residencia           |
| ------------------ | ------------------------- | ---- | --------------- | -------------------- |
| Barro Colorado     | Évelyn Hernández          | 24   | 1,79 m (5′ 10″) | Ciudad de Panamá     |
| Bocas del Toro     | Matilde Acevedo           | 25   | 1,76 m (5′ 9″)  | Las Tablas           |
| Chiriquí           | Márgareth Villanueva      | 23   | 1,76 m (5′ 9″)  | David                |
| Chiriquí Occidente | Luz Amanda Suñé           | 19   | 1,73 m (5′ 8″)  | Puerto Armuelles     |
| Coclé              | Carolina Castillo         | 24   | 1,75 m (5′ 9″)  | Penonome             |
| Colón              | Erika Enith Parker        | 23   | 1,80 m (5′ 11″) | Colón                |
| Comarcas           | María Ésther Toffolón     | 24   | 1,78 m (5′ 10″) | Ciudad de Panamá     |
| Contadora          | Laura de Sanctis          | 20   | 1,82 m (6′ 0″)  | Ciudad de Panamá     |
| Darién             | Lorraine Acevedo          | 26   | 1,74 m (5′ 9″)  | Ciudad de Panamá     |
| Flamenco           | Ana Cristina del Castillo | 19   | 1,78 m (5′ 10″) | Ciudad de Panamá     |
| Herrera            | Leidys Murillo            | 28   | 1,83 m (6′ 0″)  | Chitré               |
| Isla del Rey       | Norma Angélica Díaz       | 22   | 1,79 m (5′ 10″) | Pedasí               |
| Isla San José      | Alexia Rivera             | 24   | 1,76 m (5′ 9″)  | Los Santos           |
| Los Santos         | Karol Dayana Batista      | 25   | 1,76 m (5′ 9″)  | Pedasí               |
| Panamá Centro      | María Alejandra Tejada    | 25   | 1,78 m (5′ 10″) | Ciudad de Panamá     |
| Panamá Este        | Stéphany Guevara          | 27   | 1,75 m (5′ 9″)  | Ciudad de Panamá     |
| Panamá Norte       | Darelys Santos            | 22   | 1,86 m (6′ 1″)  | Ciudad de Panamá     |
| Panamá Oeste       | Paulette Sánchez          | 20   | 1,80 m (5′ 11″) | La Chorrera          |
| Taboga             | Julianne Brittón          | 21   | 1,85 m (6′ 1″)  | Ciudad de Panamá     |
| Veraguas           | Suzeth Navarro            | 22   | 1,74 m (5′ 9″)  | Santiago de Veraguas |

### Show de Presentación
Esta competencia preliminar también llamada Pasarela de las Misses, el evento se celebró el 31 de mayo de 2017, es la noche en que los veinte finalistas seleccionadas a Señorita Panamá 2017 se presentan al público y a la prensa en las categorías de trajes de baño y vestidos de cóctel.

## Importancia histórica
- Contadora gana el título de Señorita Panamá por primera vez.
- Colón gana el título de Señorita Panamá Tierra por primera vez.
- Taboga gana el título Señorita Panamá Mundo por primera vez.
- Coclé, Los Santos, Colón vuelve a colocarse en el top después de dos años sin clasificar (2015)
- Panamá Oeste clasificó por última vez en (2014)
- Panamá Este clasificó por última vez en (2013)
- Chiriquí Occidente clasificó por última vez en (2009)
- Contadora, Flamenco, Panamá Norte, Isla del Rey clasifican por primera vez.

## Calendario
Señorita Panamá Mundo & Señorita Panamá 2017
- jueves 31 de mayo Presentación a la prensa.
- jueves 4 de julio concurso Señorita Panamá Mundo.
- jueves 25 de agosto Noche final, coronación Señorita Panamá 2017.